# Littoraria ianthostoma
Littoraria ianthostoma is een slakkensoort uit de familie van de Littorinidae. De wetenschappelijke naam van de soort is voor het eerst geldig gepubliceerd in 2002 door Stuckey & Reid.